# Abiodun Obafemi
Abiodun Obafemi, né le 25 décembre 1973 à Lagos au Nigeria, est un footballeur international nigérian, qui évoluait au poste de défenseur.

## Biographie

### Carrière en club
Avec le club français du Toulouse FC, il joue 26 matchs en Division 2.
En Allemagne, il dispute un match en Bundesliga, 41 matchs en Regionalliga Sud (équivalent d'une Division 3), et 22 matchs en Oberliga Bayern (équivalent d'une Division 4).

### Carrière internationale
Abiodun Obafemi fait partie de la liste des 18 joueurs nigérians sélectionnés pour disputer les Jeux olympiques d'été de 1996 d'Atlanta. Lors du tournoi, il dispute une rencontre contre le Brésil et devient champion olympique.
Il compte deux sélections avec l'équipe du Nigeria en 1997.

## Palmarès
- Médaillé d'or aux Jeux olympiques d'été de 1996